# Битва на Южном Буге
Битва на Южном Буге – сражение, произошедшее на берегу одноименной реки на территории современной Украины. Результатом её стала решительная победа болгар, заставившая венгров навсегда покинуть причерноморские степи и переселиться за Карпаты, основав там венгерское княжество.

## Истоки конфликта

Болгария во время правления Симеона Великого

В 894 году разразилась война между болгарами и Византией из-за торговых разногласий между двумя странами. Византийский император Лев VI Философ переместил торговлю болгарских купцов из Константинополя в Салоники и увеличил таможенные пошлины. В том же году Симеон I вторгся в Восточную Фракию и разбил византийцев под Адрианополем. В ответ посол византийского императора Льва VI отправился к венграм и щедрыми дарами побудил их напасть на болгар. В 895 году венгры переправились через Дунай и нанесли болгарам два поражения, сам Симеон I укрылся от венгров в крепости Дристр, которую успешно оборонял. Болгары были вынуждены заключить мир с Византией и сосредоточиться на противодействии венграм.
В 896 году Симеон вступил в союз с печенегами и, пока те воевали с венграми на востоке, собрал огромную армию и двинулся к северо-восточным границам страны. В походе Симеона сопровождал его отце Борис, покинувший ради битвы монастырь.

## Битва
Симеон приказал своему войску три дня поститься, а также покаяться в своих грехах и обратиться за помощью к Богу. Когда все было исполнено, началась битва. Она была долго и необычно жесткой, но в итоге венгры (вероятно во главе с Арпадом) понесли тяжелое поражение.

## Последствия
Победа позволила Симеону отвести свои войска на юг для борьбы с Византией, где он в том же году одержал победу в битве при Булгарофигоне. В конце концов война закончилась победой Богарии, грекам пришлось подписать невыгодный мир. Печенеги продолжили теснить венгров на запад, и те в итоге переселились на территорию современной Венгрии.